# Medicatiebewaking
Medicatiebewaking (ook geneesmiddelenbewaking of farmacovigilantie genoemd) is het controleren van de veiligheid van geneesmiddelen en van combinaties van meerdere geneesmiddelen. Bij de veiligheid van een geneesmiddel speelt de geregistreerde registratietekst een hoofdrol. Indicatie, leeftijd en toestand van de patiënt zijn dan belangrijk. Het doel is ook om onbedoelde bijwerkingen meteen op te sporen.
Als er meerdere geneesmiddelen tegelijk gebruikt worden, bestaat de kans dat deze middelen niet goed samengaan. Men spreekt dan van een interactie.
Er bestaan verschillende vormen van interacties:
- geneesmiddelen die elkaars werking opheffen: bloeddrukverlagende middelen samen met bloeddrukverhogende middelen;
- geneesmiddelen die invloed hebben op elkaars uitscheiding;
- geneesmiddelen die elkaars werking versterken of verzwakken.

Maar ook kunnen voedingsstoffen, genotmiddellen of cosmetica een interactie aangaan met geneesmiddelen.
Zo kan bijvoorbeeld grapefruitsap de afbraak van sommige cholesterolverlagende middelen sterk afremmen, waardoor het geneesmiddel in een hogere concentratie dan gewenst in het lichaam aanwezig is, en aanleiding kan geven tot bijwerkingen. 
In de apotheek wordt gekeken of dit soort interacties van de voorgeschreven middelen bekend zijn. Zo nodig wordt er contact opgenomen met de voorschrijvende arts, dan wel wordt er met de patiënt overlegd over de beste methode om deze middelen in te nemen. Van veel combinaties van geneesmiddelen is niet bekend of ze interacties met elkaar hebben. Daarom is melding van onbekende bijwerkingen van combinaties van geneesmiddelen belangrijk.